# Surf Nicaragua
Surf Nicaragua es un EP de la banda estadounidense Sacred Reich, publicado en octubre de 1988 por Metal Blade Records, luego del lanzamiento del álbum debut Ignorance, publicado un año antes.
El EP contiene una versión de la canción "War Pigs" de Black Sabbath.
La banda de heavy metal Soulfly realizó un cover de la canción "One Nation" en su álbum 3.

## Lista de canciones
1. "Surf Nicaragua" (Phil Rind)– 4:39
2. "One Nation" (Rind, Wiley Arnett) – 3:24
3. "War Pigs" (Iommi, Osbourne, Butler, Ward) – 6:07
4. "Draining You of Life" (Rind) – 3:18

## Créditos
- Phil Rind – voz, bajo
- Wiley Arnett – guitarra
- Jason Rainey – guitarra
- Greg Hall – batería